# Baula
Baula är en bergstopp i republiken Island. Den ligger i regionen Västlandet, i den västra delen av landet, 80 km norr om huvudstaden Reykjavík. Toppen på Baula är 934 meter över havet.

## Geologi
Berget med sin särpräglade form är inte, som man kan anta, en stratovulkan eller en palagonitkon, utan ett stort inslag (lakkolit) av ryolitstenar, som bara syns för att istidens glaciärer över Borgarfjörður har skavt omkring 1500 m av sten.